# Heinrich de Ahna
Heinrich de Ahna (Wenen, 22 juni 1832 – Berlijn, 1 november 1892) was een Oostenrijks violist. Hij stond in de 19e eeuw bekend als een van de beste violisten.
Heinrich Karl Hermann de Ahna werd geboren binnen het gezin van de militair Christian Eduard August de Ahna en Justine Krebs. Zijn zuster Eleonore de Ahna (1838-1865) was mezzosopraan bij onder meer de Berliner Hofoper. Zijn nicht, ook zangeres, Pauline de Ahna werd de vrouw van Richard Strauss. 
Hij kreeg vanaf zijn zevende jaar vioollessen. Toen hij tien jaar kreeg hij onderricht van Josef Mayseder. Vervolgens kwam er een studie in Praag bij Moritz Mildner (1812-1865). Zijn eerste optreden vond plaats in 1846 in het Wiener Opernhaus. Onder begeleiding van zijn vader ondernam hij concertreizen door Duitsland, maar ook door Engeland. Ernst II van Saksen-Coburg en Gotha gaf hem zijn bijnaam als kamermuziekvirtuoos. Vanaf 1851 was de Ahna militair, die het tot luitenant bracht. In 1859 vocht hij mee in de Tweede Italiaanse Onafhankelijkheidsoorlog. Daarna volgden opnieuw concertreizen, nu door Duitsland en Nederland. In 1862 ging hij in de Koninklijke Kapel in Berlijn spelen en volgde in 1869 de concertmeester Hubert Ries op, die met pensioen ging. Ondertussen gaf hij ook lessen aan de Hochschule für Musik.
Heinrich de Ahna maakte voor langere tijd deel uit van het Joachim Strijkkwartet met:
- Joseph Joachim – eerste viool
- Heinrich de Ahna – tweede viool
- Emanuel Wirth – altviool
- Robert Hausmann - cello

De Ahna was door zijn lidmaatschap van het kwartet een van de musici, die de wereldpremière verzorgden van het Elfde strijkkwartet van Antonín Dvořák.
- Gemeinsame Normdatei: 116271558
- International Standard Name Identifier: 0000 0000 2013 3741
- KulturNav: 346fbfed-ebac-4897-a055-c28e13317f5f
- Library of Congress Control Number: no2001035642
- MusicBrainz: 1c20adab-4d43-49c7-ab0d-0872c39d413e
- Virtual International Authority File: 3217532
- WorldCat: E39PBJw4BXHPbP6WXH4pWYbWXd